# 元姓
元姓為漢姓之一，在《百家姓》中排名第91位。

## 起源
元姓源自於：
1. 出自殷商名臣元铣。清代学者张澍在《姓氏五书》上说：“帝乙废弃立受辛，太史元铣据法力争，是商代即有元氏。”
2. 出自姬姓，为春秋时周文王第十五子毕公高的后代初代魏大夫毕万之后，以地名为氏。据《风俗通》载：“魏武侯公子元之邑，其后为元氏。”又据《韵会》：“左传有卫大夫元喧。”这一支元姓，也是周文王的后裔，其发源之地为河北、河南一带。
3. 出自拓跋姓，为鲜卑族的后代，北魏孝文帝太和十八年（494年）下诏改姓为元氏。《魏书·高祖纪》载：“后魏本姓拓跋，至孝文帝更为元氏。”又以河南郡为郡望，称河南元氏，为天下望族。有名人物是唐代詩人元稹，拓跋什翼犍十世孫。
4. 出自复姓纥骨氏、是云氏所改。据《魏书·官氏志》记载：“纥骨氏，是云氏，均改为元氏。”
5. 出自玄姓，为北宋时为避宋太祖赵匡胤的先人，圣祖赵玄朗名讳，改姓元氏。
6. 蒙古族（元朝皇族后裔並不一定姓元）。

## 延伸阅读
[在维基数据编辑]
 《百家姓》
 《欽定古今圖書集成·明倫彙編·氏族典·元姓部》，出自陈梦雷《古今圖書集成》